# István Liptai
István Liptai (Seghedino, 10 agosto 1935 – Budapest, 18 agosto 2022) è stato un cestista ungherese.

## Carriera
Con l'Ungheria ha disputato le Olimpiadi del 1960 e due edizioni dei Campionati europei (1957, 1961).